# Smeringopus affinitatus
Smeringopus affinitatus is een spinnensoort uit de familie trilspinnen (Pholcidae). De soort komt voor in Ethiopië.